# Geri Çipi
Geri Çipi (nacido el 28 de febrero de 1976) es un exfutbolista de Albania. Ha jugado 34 partidos con la selección albanesa, debutando en 1995.

## Clubes
- 1993-1998 KS Flamurtari Vlorë
- 1998-2000 Maribor
- 2000-2003 KAA Gent
- 2003 Eintracht Frankfurt
- 2004 Rot-Weiss Oberhausen
- 2004-2007 KF Tirana